# Sergio Sánchez Ortega
Sergio Sánchez Ortega (Mataró, Barcelona, Cataluña, 3 de abril de 1986) es un exfutbolista español que jugaba de defensa.

## Trayectoria
Se formó en las categorías inferiores del RCD Espanyol y debutó con la primera plantilla la temporada 2004-05, con una victoria ante el Real Zaragoza (3-1) el 24 de abril de 2005.
Con el RCD Espanyol, en el que militó tres temporadas, Sergio Sánchez disputó la Copa de la UEFA 2006-07. Esa misma temporada fue cedido por el RCD Espanyol al Real Madrid Castilla, con el que jugó un total de 20 partidos en la Segunda División española.
En agosto de 2007 volvió a ser cedido, esta vez al Racing de Santander, por una temporada con opción de compra, que finalmente el club cántabro no ejerció.
De nuevo en el RCD Espanyol, el 21 de septiembre de 2008 marcó su primer gol contra el Getafe CF, que le dio el empate a su equipo. Esa temporada marcó dos goles más, convirtiéndose en una de las sorpresas del equipo y de la Liga.
El 22 de julio de 2009 fichó por el Sevilla F. C. para un total de cuatro temporadas. Pero el primero de esos años se vio truncado el 31 de diciembre de 2009, cuando el club hispalense comunicó que se le había detectado a Sergio una dolencia cardíaca que aconsejaba la paralización de toda actividad deportiva.
El jugador viajó entonces hasta Hamburgo, donde se operó con éxito. Para el 29 de diciembre de 2010, los médicos del Sevilla le dieron el alta y el 22 de junio de 2011 fichó por el Málaga por 2,8 millones de euros.
En noviembre de 2020 anunció su retirada.

## Clubes
| Club                                | País   | Año       | Parts. | Goles |
| ----------------------------------- | ------ | --------- | ------ | ----- |
| R. C. D. Espanyol "B"               | España | 2004-2005 | 19     | 1     |
| R. C. D. Espanyol                   | España | 2005-2007 | 21     | 0     |
| Real Madrid Castilla C. F. (cedido) | España | 2007      | 20     | 0     |
| Racing de Santander (cedido)        | España | 2007-2008 | 21     | 0     |
| R. C. D. Espanyol                   | España | 2008-2009 | 38     | 3     |
| Sevilla F. C.                       | España | 2009-2011 | 24     | 0     |
| Málaga C. F.                        | España | 2011-2015 | 97     | 2     |
| Panathinaikos F. C.                 | Grecia | 2015-2016 |        |       |
| F. C. Rubin Kazán                   | Rusia  | 2016-2017 |        |       |
| R. C. D. Espanyol                   | España | 2017-2018 | 3      | 0     |
| Cádiz C. F.                         | España | 2018-2020 | 23     | 1     |
| Albacete Balompié (cedido)          | España | 2020      | 1      | 0     |

## Palmarés

### Títulos nacionales
| Título       | Club              | País   | Año     |
| ------------ | ----------------- | ------ | ------- |
| Copa del Rey | R. C. D. Espanyol | España | 2005-06 |
| Copa del Rey | Sevilla F. C.     | España | 2009-10 |